# برززن
برززن (به لهستانی:  Bryzdzyn) یک روستا در لهستان است که در گمینا کوزووو واقع شده‌است. برززن ۴۳۰ نفر جمعیت دارد.